# 유럽 경제 공동체
유럽 경제 공동체( - 經濟 共同體, 영어: European Economic Community, EEC)는 회원국들 간의 경제통합을 이루기 위한 한 지역 기구(regional organisation)였으며, 1957년 로마 조약에 의해 창설되었다. 1993년 유럽 연합(EU)이 형성되자 EEC가 통합되어 유럽 공동체 (EC)로 개칭되었다. 2009년 유럽 공동체(EC)의 기관들이 유럽 연합(EU)이라는 더 큰 체제 속으로 흡수되었고, 유럽 공동체(EC)는 막을 내렸다. 
1957년 3월 25일 벨기에, 프랑스, 독일(당시에는 서독), 이탈리아, 룩셈부르크, 네덜란드 6개국의 경제 통합을 실현하기 위한 목적으로 설립된 국제 기구였다. 참고로, 영미권에서는 유럽 공동시장(European Common Market) 또는 유럽 커뮤니티(European Community)로도 잘 알려졌다.
1967년 이후에는 위의 6개국 외의 6개국(영국, 아일랜드, 덴마크, 그리스, 스페인, 포르투갈)이 합류하면서 이들 기구가 유럽 석탄 철강 공동체, 유럽 원자력 공동체와 함께 통합되어 유럽 공동체(EC)로 불리는 체제로 이행되었다. 1993년 유럽 연합(EU)이 발족했을 때 유럽 경제 공동체는 유럽 연합의 세 개의 기둥에 있어서의 제1의 기둥인 유럽 공동체로 여겨졌다. 2009년 12월 1일 리스본 조약이 발효되면서 이 기구는 해체되었다.
|                   |                      |                                      |                              |                            |                                  |                                  |                      |                |                  |
| 1948 브뤼셀 조약  | 1952 파리 조약       | 1958 로마 조약                       | 1967 합병 조약               | 1987 단일 유럽 의정서      | 1993 마스트리흐트 조약 (EU 설립) | 1993 마스트리흐트 조약 (EU 설립) | 1999 암스테르담 조약 | 2003 니스 조약 | 2009 리스본 조약 |
|                   |                      |                                      | 유럽 원자력 공동체 (EURATOM) |                            |                                  |                                  |                      |                |                  |
|                   |                      | 유럽 석탄 철강 공동체 (ECSC)         | 유럽 석탄 철강 공동체 (ECSC) |                            |                                  |                                  |                      | 유럽 연합 (EU) |                  |
|                   |                      | 유럽 경제 공동체 (EEC)               | 유럽 경제 공동체 (EEC)       | → 세 개 의 기 둥 →         |                                  | 유럽 공동체 (EC)                 | 유럽 공동체 (EC)     | 유럽 연합 (EU) |                  |
|                   | ↑유럽의 공동체↑      | ↑유럽의 공동체↑                      | 사법과 국내 문제 (JHA)       | → 세 개 의 기 둥 →         |                                  | 유럽 공동체 (EC)                 | 유럽 공동체 (EC)     | 유럽 연합 (EU) |                  |
|                   |                      | 경찰 및 사법 협력에 관한 규정 (PJCC) | 사법과 국내 문제 (JHA)       | → 세 개 의 기 둥 →         |                                  |                                  |                      | 유럽 연합 (EU) |                  |
|                   | 유럽 정치 협력 (EPC) | 공동 외교 안보 정책 (CFSP)           | 공동 외교 안보 정책 (CFSP)   | 공동 외교 안보 정책 (CFSP) |                                  |                                  |                      | 유럽 연합 (EU) |                  |
|                   | 유럽 정치 협력 (EPC) |                                      |                              | → 세 개 의 기 둥 →         |                                  |                                  |                      | 유럽 연합 (EU) |                  |
| 서유럽 연합 (WEU) |                      |                                      |                              |                            |                                  |                                  |                      | 유럽 연합 (EU) |                  |
|                   |                      |                                      |                              |                            |                                  |                                  |                      |                |                  |

## 같이 보기
- 유럽 연합의 경제
- 유럽 연합 집행위원회
- 터널 속의 뱀